# Enric Mirambell i Belloc
Enric Mirambell i Belloc (Girona, Gironès, 12 de juliol de 1922 - 6 de març de 2020) fou un historiador català, bibliotecari i cronista oficial de la ciutat de Girona.

## Biografia
Va estudiar al col·legi Maristes i més tard va fer el batxillerat a l'Instituto de Gerona, situat al carrer de la Força. El 1941 va acabar el batxillerat i va fer l'examen d'Estat.
Posteriorment realitzà els estudis d'història a la Universitat de Barcelona, on es llicencia el 1945 i es doctora el 1963 amb una tesi sobre la documentació existent relativa a la introducció de la impremta a Girona. Des d'aleshores va investigar i publicar sobre diversos aspectes de la història de Girona i es va dedicar especialment als estudis de bibliografia. Entrà al Cos Facultatiu d'Arxivers, Bibliotecaris i Arqueòlegs i assumí l'organització i direcció de la Biblioteca Pública de Girona (1949-1987). També va exercir la seva activitat professional al Centre Coordinador de Biblioteques de la Província (1955-1980), a l'Arxiu Històric Provincial (1952-1985) i a la Casa de Cultura (1966-1982). Com a part de la seva tasca docent, col·laborà en la fundació del Col·legi Universitari de Girona (1969), del qual fou cap d'estudis entre el 1969 i el 1974.
Fou nomenat comissari provincial d'extensió cultural a Girona (1964-1969) i delegat del ministeri de Cultura a la mateixa ciutat (1978-1980), a més d'acadèmic corresponent de la Real Academia de la Historia (1967) i de la Reial Acadèmia Catalana de Belles Arts de Sant Jordi (1994).
Des del 13 d'octubre de 1987 fou el cronista oficial de la ciutat de Girona per acord del ple de l'Ajuntament de Girona, pres per unanimitat. Va ser col·laborador habitual del Diari de Girona.

## Obres[4]
- Els impressors gironins del Renaixement a la Renaixença. Girona: Ajuntament de Girona: Institut d'Estudis Gironins, 2007.
- Retalls de la vida gironina. Girona: Ajuntament de Girona, 2007.
- Els gironins, entre la història i l'actualitat. Girona: Ajuntament de Girona, 1992-1999.
- El Gironès. Dissenys Culturals, 1993
- Historia del Gobierno Civil de Girona. Madrid: Ministerio del Interior, 1992.
- Girona, entre la història i l'actualitat . Girona: Ajuntament de Girona, 1990.
- Història de la impremta a la ciutat de Girona. Girona: Institut d'Estudis Gironins: Diputació de Girona, 1988.
- La família Bro, d'impressors gironins. Girona: Institut d'Estudis Gironins, 1984.
- Els protocols notarials històrics del districte de Figueres. Figueres: Institut d'Estudis Empordanesos, 1983.
- El setge de Girona en temps de Pere el Gran. Barcelona: Rafael Dalmau, 1963.

## Reconeixements
La seva tasca en el camp de la docència i la investigació ha estat reconeguda amb l'atorgament de diversos guardons i reconeixements:
- Comanda de l'orde d'Alfons X el Savi (1967).
- Nomenament de cronista de la Ciutat de Girona (1987).
- Medalla al treball President Macià (2001).[5]